# Schlosskirche (Saarbrücken)

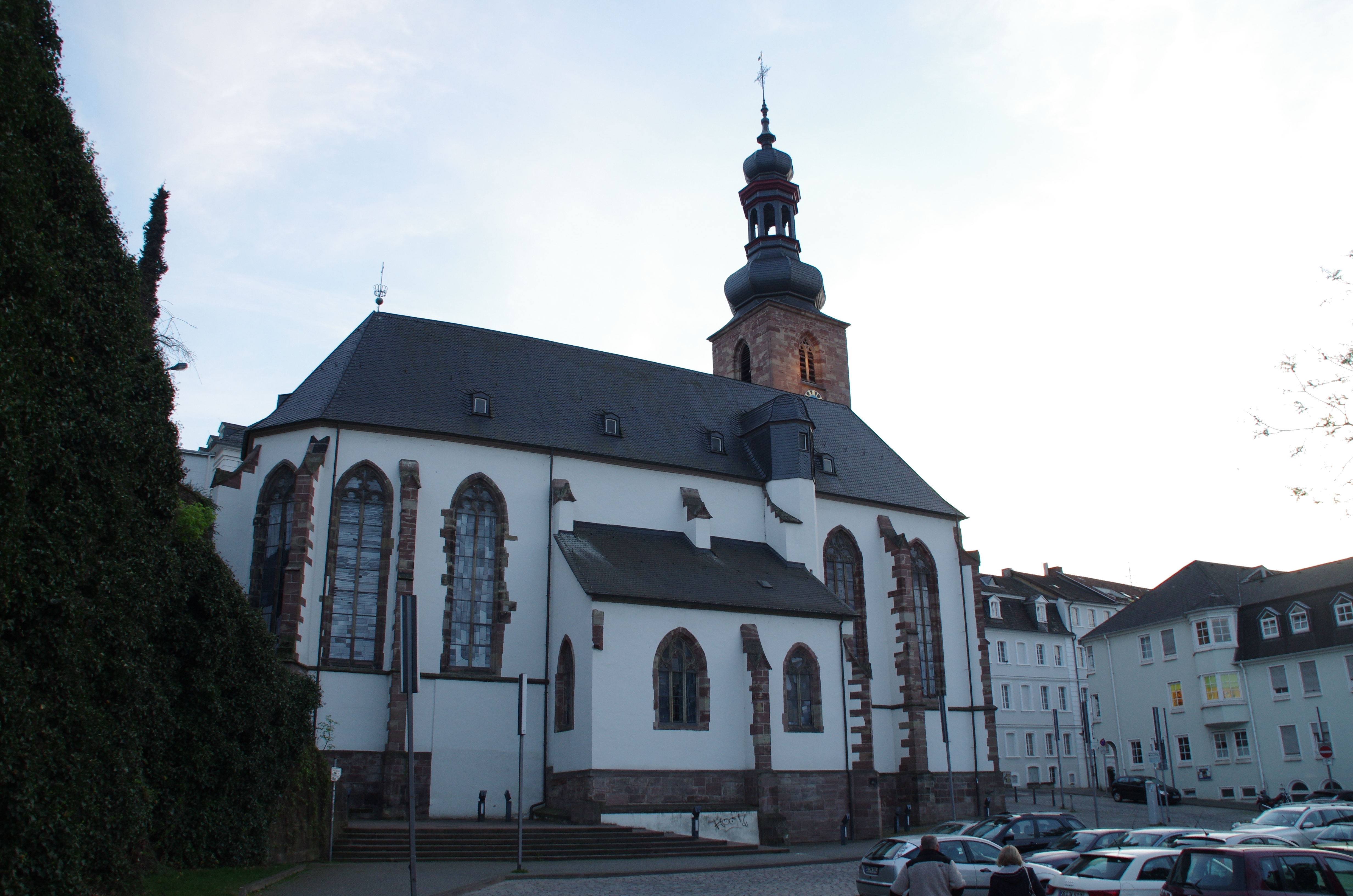
Schlosskirche Saarbrücken

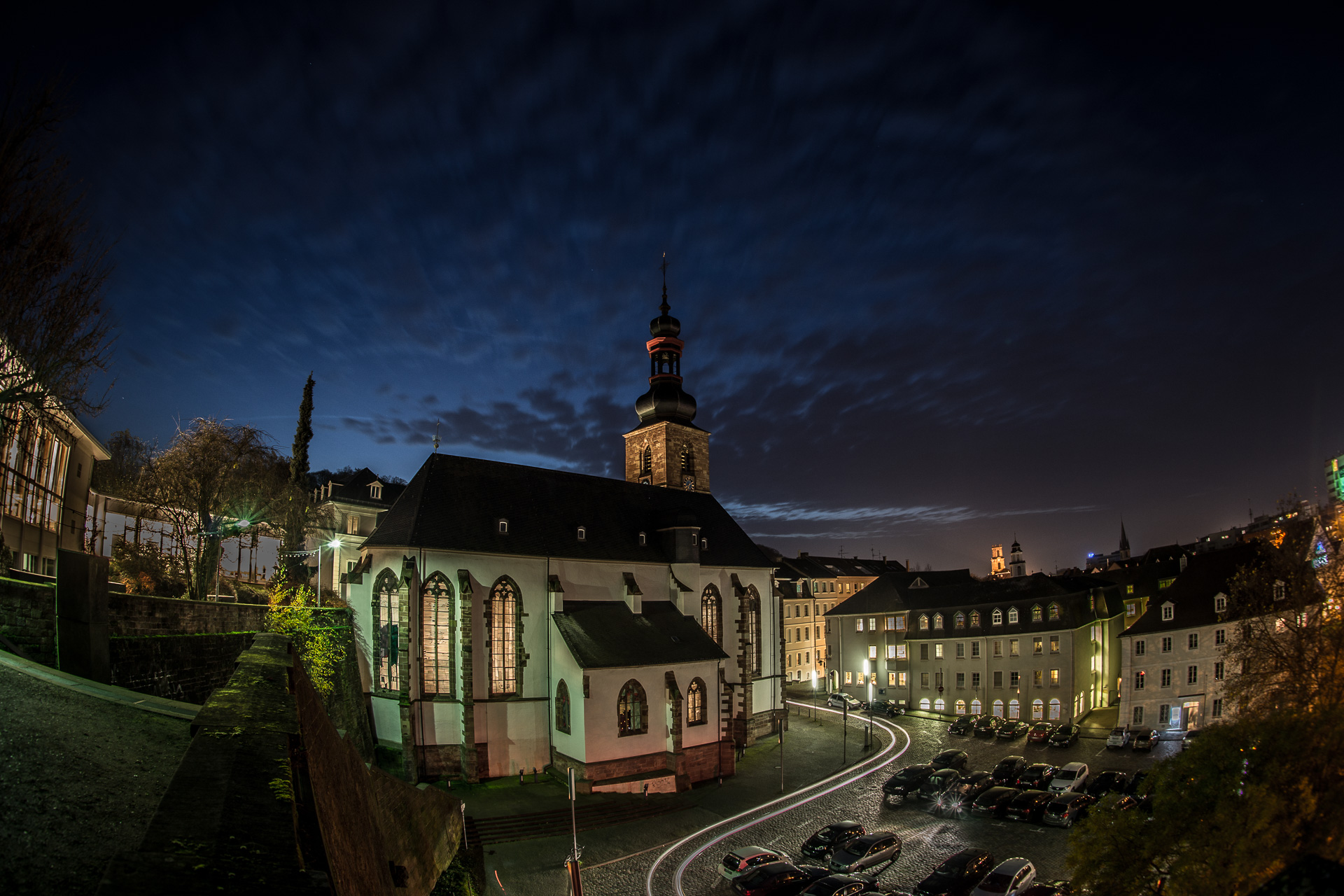
Schlosskirche bei Nacht

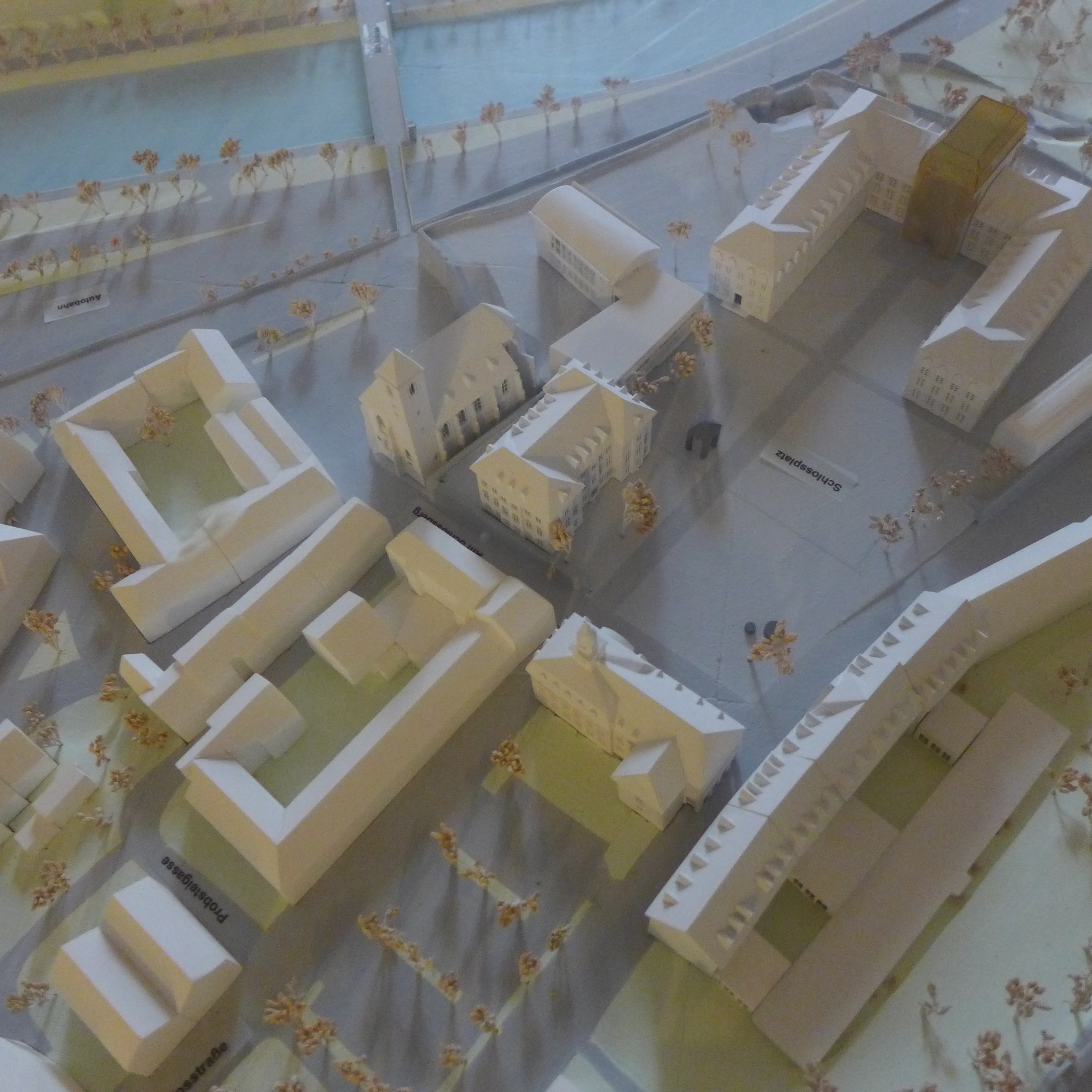
Schlosskirche Saarbrücken im Stadtmodell

Die Schlosskirche ist eine ehemalige Kirche in Saarbrücken. Bis zur Einführung der Reformation im Jahr 1575 trug sie das Patrozinium des heiligen Nikolaus von Myra. Seit 2004 ist das Kirchengebäude ein Museum für christliche Sakralkunst.

## Lage
Die Schlosskirche liegt am linken Saarufer im Stadtteil Alt-Saarbrücken. Durch den Bau der Stadtautobahn (A620) wurde die zur Saarseite abschließende Häuserzeile abgerissen. Seitdem verläuft direkt östlich der Kirche an der Saar entlang die Autobahn A 620. Westlich schließt sich die Altstadt mit dem Museum für Vor- und Frühgeschichte an, südlich des Chores liegt das Schlossplateau mit dem Gebäude der Volkshochschule. Die Apsis liegt in südöstlicher Richtung.

## Geschichte

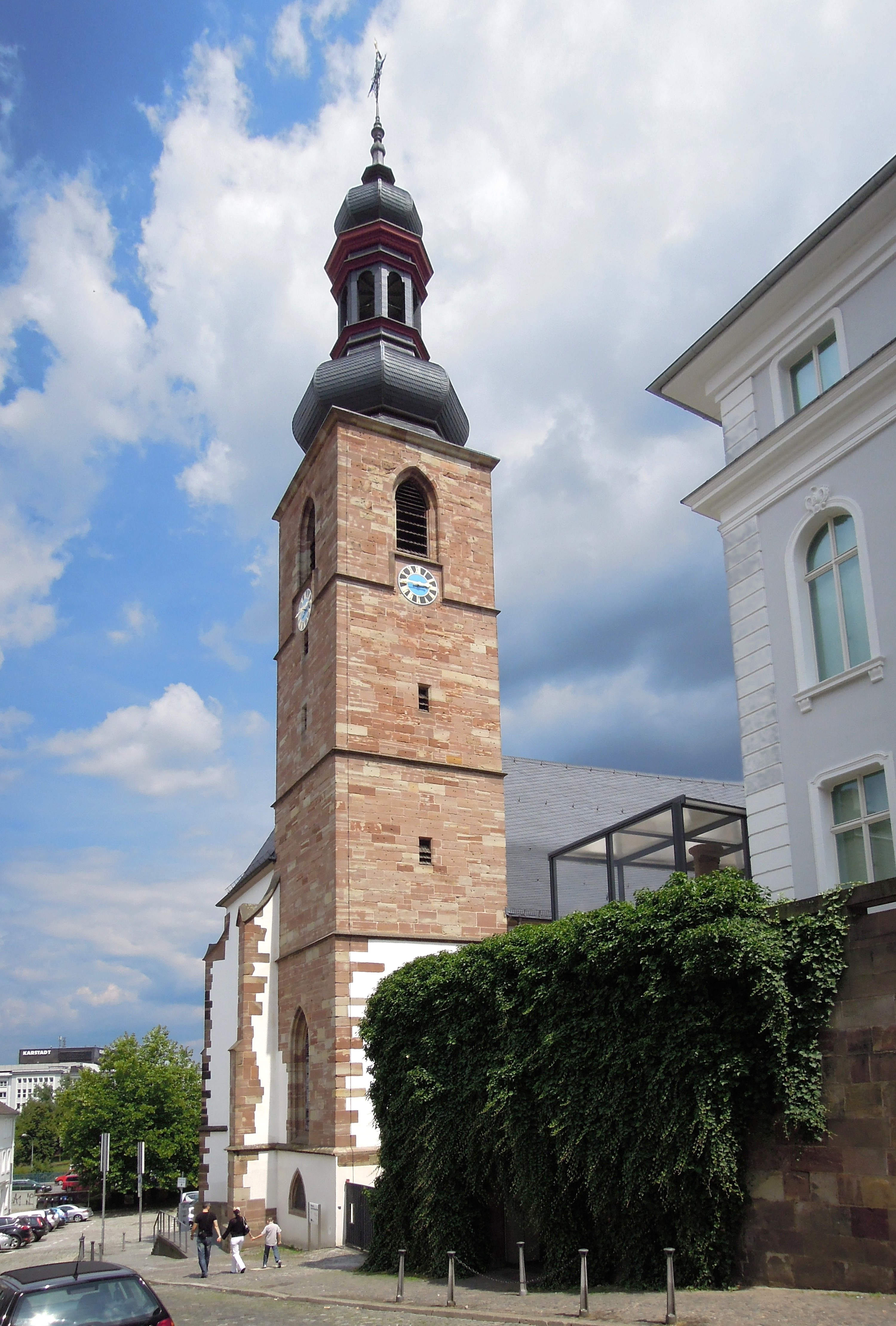
Turm der Schlosskirche mit der im Jahr 2006 rekonstruierten barocken Turmhaube

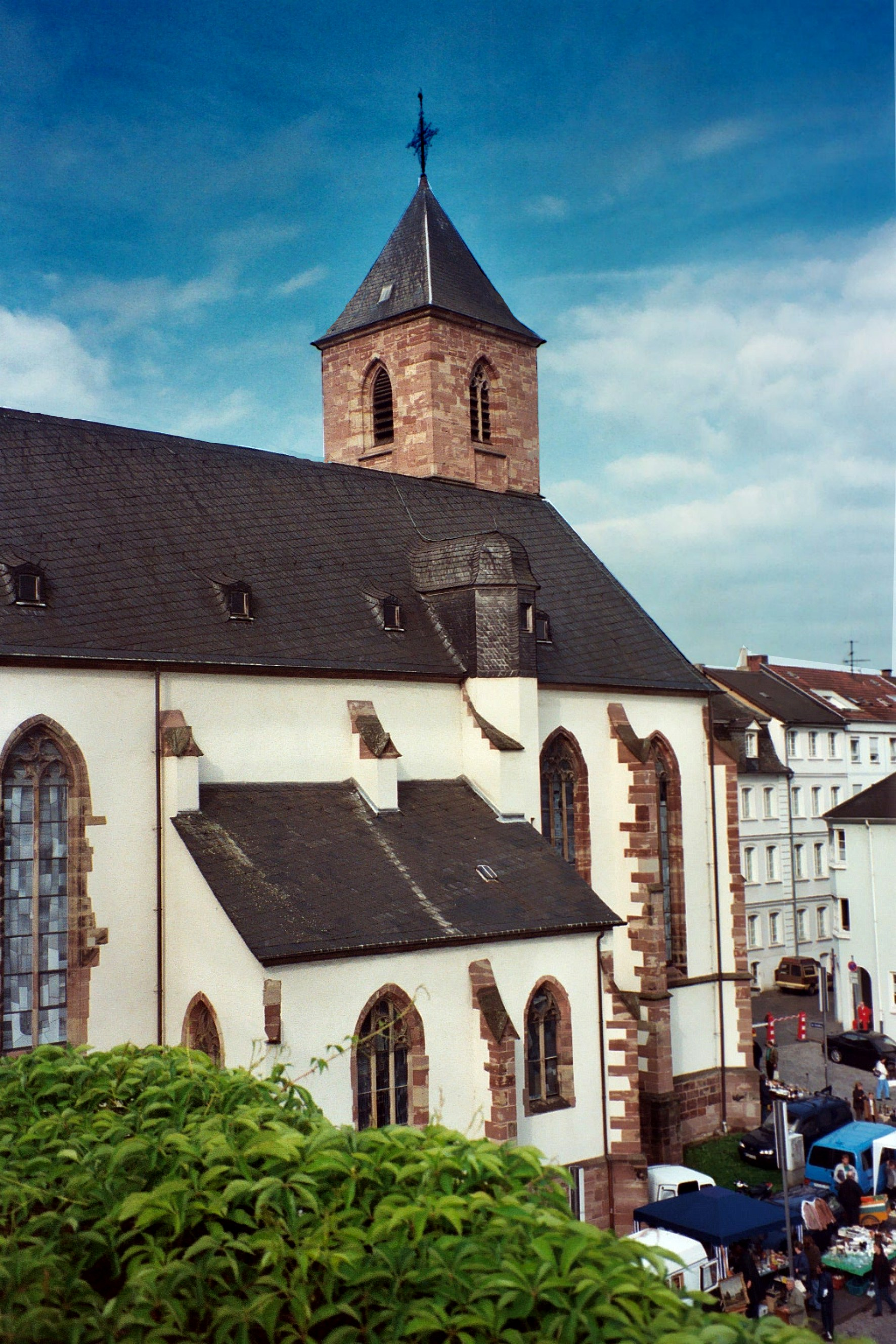
Schlosskirche Saarbrücken, mit provisorischem Turmdach der Nachkriegszeit

### Burgkapelle
Vermutlich im 11. Jahrhundert wurde in der alten Saarbrücker Burg auf dem Saarfelsen, auf dem sich heute das Saarbrücker Schloss erhebt, eine Burgkapelle eingerichtet. Die capella castri Sarapontensis diente als Sakralraum dem gräflichen Hof und den Burgmannen; sie war vermutlich dem Ritterheiligen St. Georg geweiht. Die Einwohner der ursprünglichen Burgsiedlung Saarbrücken, des heutigen Stadtteils Alt-Saarbrücken, gehörten zur Pfarrei der Stiftskirche St. Arnual. Quellenmäßig erstmals belegt ist die Burgkapelle im Jahr 1228, als die Kapelle von Graf Simon III. neben anderen Gütern dem Deutschen Orden übertragen wurde. Diese Übertragung wurde dem Deutschen Orden im Jahr 1263 durch die Saarbrücker Gräfin Lauretta (1233–1271) bestätigt.
Graf Johann I. (1307–1342) ließ anstelle der alten Burgkapelle nach seiner Rückkehr aus Italien zu Ehren der Schutzheiligen Margarethe seiner Mutter eine Margarethenkapelle errichten, die am 2. Mai 1315 von Chorbischof Daniel von Metz eingeweiht wurde. Graf Johanns Nachfolger, Johann II., ließ 1356 in der Burgkapelle einen Altar zu Ehren des heiligen Jakobus des Älteren errichten. Johann II. hatte zuvor eine Wallfahrt nach Santiago de Compostela gelobt, die er allerdings nicht angetreten hatte. Papst Innozenz VI. hatte von Avignon aus dem Saarbrücker Grafen erlaubt, das versprochene Gelübde in eine Altarstiftung zu Ehren des heiligen Jakobus umzuwandeln. Diese sah vor, dass zu Ehren des heiligen Jakobus ein Priester an drei Tagen in der Woche eine Messe „zu seinem (gemeint ist Graf Johann) Heile, dem seiner Frau, seiner Tochter und seiner Vorfahren“ zu lesen habe.
Aufgrund von Ablassversprechungen, die mit diesen Altarstiftungen verbunden waren, ist anzunehmen, dass die Burgkapelle auch von den Einwohnern der Burgsiedlung mitgenutzt wurde.
Nach dem Abriss der Kapelle im Jahr 1466 ging das Patrozinium auf eine zwei Jahre später neu errichtete Kapelle über, die vom Metzer Generalvikar Simon de Rubo geweiht wurde. Allmählich wurde der ursprüngliche Name der Margarethenkapelle in der Saarbrücker Burg durch das Jakobuspatrozinium ersetzt. Das Patrozinium der mittelalterlichen Burgkapelle wurde beim Bau der heutigen katholischen Jakobskirche auf diese übertragen.
Das Aussehen der Burgkapelle ist nicht überliefert. In einer Quelle aus dem Jahr 1358 ist belegt, dass sie auf der linken Hofseite der mittelalterlichen Burg stand.

### St. Nikolauskapelle
Der Metzer Bischof Philipp von Flörchingen (1261–1264) hatte am 23. August 1261 eine Erlaubnis zum Bau einer eigenen Kapelle für die Einwohner der Burgsiedlung Saarbrücken gegeben:: S. 12–13 unter Bezugnahme auf das Chartularium Saraepontanum; S. 337, Nr. 64

„Philipp von Gottes Gnade Metzer Bischof dem in Christo geliebten Dechanten und Kapitel der Kirche des heiligen Arnuald Gruß im Herren. Da wegen der örtlichen Entfernung Eure Pfarrkinder von Saarbrücken zur Mutterkirche vom heiligen Arnuald bequem nicht kommen können, lassen Wir Euch nach, dass es gestattet ist, zu Saarbrücken in Eurer Pfarrei eine Kapellenkirche zu bauen und dort für Eure Pfarrkinder Gottesdienst zu halten, jedoch ohne Nachteil für die vorgenannte Mutterkirche. Wir gestatten euch ferner, daß Ihr dort in einem hierzu angemessen eingerichteten Hause Euren Pfarrkindern Gottesdienst halten könnt, bis die vorgenannte Kapellenkirche erbaut ist. Gegeben im Jahre des Herrn 1261 am Vigiltag des Apostels Bartholomäus.“

Zehnt- und Patronatsherr der Kapellengemeinde war das St. Arnualer Chorherrenstift. Diese Kapelle war dem hl. Nikolaus von Myra, dem Schutzpatron Lothringens, geweiht worden. Vermutlich deutet das Patrozinium auch auf den in der Nähe gelegenen Saarübergang hin, da Nikolaus auch als Patron der Reisenden, Fuhrleute und Schiffer verehrt wird. Das Patrozinium des Heiligen ist hinsichtlich der Saarbrücker Kapelle erstmals für das Jahr 1325 überliefert. Vermutlich haben sich Reste dieses Gebäudes in der Taufkapelle und der Sakristei der heutigen Schlosskirche erhalten.: S. 32

### Konflikt mit dem St. Arnualer Chorherrenstift
Da die seelsorgliche Tätigkeit der St. Arnualer Stiftsherrn nach Meinung des Saarbrücker Grafen Johann I. zu wünschen übrig ließ, versuchte dieser in den Orten St. Johann und Saarbrücken, das kirchliche Leben aus dem Einfluss des Stiftes St. Arnual herauszulösen. Bereits im Jahr 1309 war Johann I. im Auftrag König Heinrichs VII. als Chef einer königlichen Gesandtschaft zu Papst Clemens V. nach Avignon geschickt worden. Bei einer zweiten Reise zum Papst in Avignon im Jahr 1325, zu der Johann I. durch Johann von Böhmen beauftragt worden war, brachte der Saarbrücker Graf Papst Johannes XXII. sein Anliegen vor:

„Obwohl beide Städte sehr volkreich seien - es befänden sich dort 40 adelige Höfe - und obwohl die kirchlichen Einkünfte zur Unterhaltung eines Priesters ausreichten, müßten die Bewohner die Sakramente von der eine halbe Wegestunde entfernten Kirche in St. Arnual empfangen. So komme es, daß öfters Kinder ohne Taufe und andere gläubige Einwohner ohne Empfang der Sakramente gestorben seien zur Gefahr für ihr eigenes Seelenheil und zum Ärgernis für viele andere.“

Papst Johannes XXII. gab daraufhin dem Saarbrücker Grafen Johann I. für den Bischof von Metz den schriftlichen Befehl mit, den Pfarrherrn zu St. Arnual durch Androhung von Kirchenstrafen anzuhalten, in Saarbrücken und St. Johann Taufbrunnen anzulegen und dort einen Priester zu bestellen, der die Sakramente spende. Dennoch blieben Saarbrücken und St. Johann weiterhin von St. Arnual abhängig. Erst im Jahr 1549 gab das Stiftskapitel seine Erlaubnis, dass ein von ihm bestellter Priester in Saarbrücken residierte.: S. 15–16 : S. 32
Mehrfach überlieferte Messstiftungen, so im Jahr 1400 durch den Abt der Abtei Wadgassen und im Jahr 1412 durch Saarbrücker Bürger für die Jungfrau und Gottesmutter Maria, deuten indirekt auf das Fehlen einer kontinuierlichen Seelsorge in Saarbrücken hin. In der ersten Hälfte des 15. Jahrhunderts wurde in der Kapelle eine Nikolausbruderschaft gegründet, die sich um die Stiftungen und Pfründen der Kapelle kümmerte. Die Gründung der Bruderschaft kann als Hinweis auf eine Intensivierung der Frömmigkeit in Saarbrücken am Ende des Mittelalters verstanden werden.
Der Bau der Nikolauskapelle war vermutlich in romanischen Formen gehalten. Ein staufisches Kapitell hat sich im Dachstuhl der Taufkapelle erhalten.

### Gotische Schlosskirche
Der heutige gotische Bau wurde im Jahr 1476 erstmals erwähnt. In diesem Jahr erstatteten drei der Baumeister zu viel gezahlten Lohn zurück. So kann angenommen werden, dass der Bau der Kirche bereits vor 1476 begonnen wurde. Der Saarbrücker Hofhistoriograph Johann Andreae vermerkte überdies, dass in diesem Jahr „die neue Kirche zu Saarbrücken gebaut worden, da vordem eine alte baufällige da gewesen.“ Es wird vermutet, dass der Kirchenbau von Graf Johann III. initiiert wurde.
Die Urkunde, die im Saarländischen Landesarchiv aufbewahrt wird, nennt als Baumeister Erhard Snyder, Peter Schryber und Nicklas Steynmetz. Eine weitere Rechnungsurkunde stammt aus dem Jahr 1478. Als führender Steinmetz ist ein Meister Hans überliefert. Seine Mitarbeiter trugen die Namen Philipp und Peter (Knechte), Herzog und Albrecht (Zimmerleute), sowie Hannemann und Peter (Knechte), die die Holzkonstruktion der Dächer errichteten.: S. 42–43
Die Steine für den Bau wurden in Güdingen gebrochen und von Bauern aus Güdingen und Bübingen verladen. An die Baustelle transportiert wurden die Materialien durch Knechte des Abtes von Wadgassen und des Deutschen Ordens.
Die Fertigstellung des heutigen zweischiffigen, hallenartigen Baues mit erhöhtem Hauptschiff ist vermutlich um das Jahr 1518 zu datieren. Der Turm der Schlosskirche hat vermutlich ursprünglich so ausgesehen, wie er sich mit dem provisorischen Pyramidenhelm in der Nachkriegszeit bis zum Jahr 2006 darstellte.
Von der ursprünglichen Ausstattung der Schlosskirche hat sich durch die zahlreichen Zerstörungen der letzten Jahrhunderte nichts mehr erhalten, lediglich der Sockel der spätmittelalterlichen Kanzel wurde nach der Umwandlung in ein Museum wieder aufgestellt.: S. 50
Erst im Jahr 1549 wurde die Kirche durch die Bestellung des Stiftsherrn Johannes Wald von St. Arnual als Ortspfarrer zur eigenständigen Pfarrkirche der Stadt Saarbrücken erhoben.: S. 52

### Reformation
Im Jahr 1569 hatte sich das Stift St. Arnual praktisch selbst aufgelöst. Bereits im Jahr zuvor, 1568, sind protestantische Prediger in der Schlosskirche nachweisbar. Im Jahr 1575 wurde durch Graf Philipp III. von Nassau-Saarbrücken die Reformation zwangsweise eingeführt, und bis zu Beginn des 19. Jahrhunderts gab es in Saarbrücken keine katholische Pfarrei mehr.: S. 61 Erst am 9. Mai 1803 wurde im damals zu Frankreich (Département de la Sarre) gehörenden Saarbrücken eine katholische Kantonspfarrei eingerichtet, die aber über keine eigene Kirche verfügte, sondern die Kirche in St. Johann benutzen musste. In den Jahren 1885–87 konnte ein eigener katholischer Kirchenbau nach Plänen des Architekten und Dombaumeisters Arnold Güldenpfennig (Paderborn), dem Architekten der katholischen Hamburger Pfarrkirche St. Marien (1995 zur Kathedralkirche erhoben), verwirklicht werden: die heutige Alt-Saarbrücker St.-Jakobs-Kirche.

### Späte Renaissance und Barockzeit

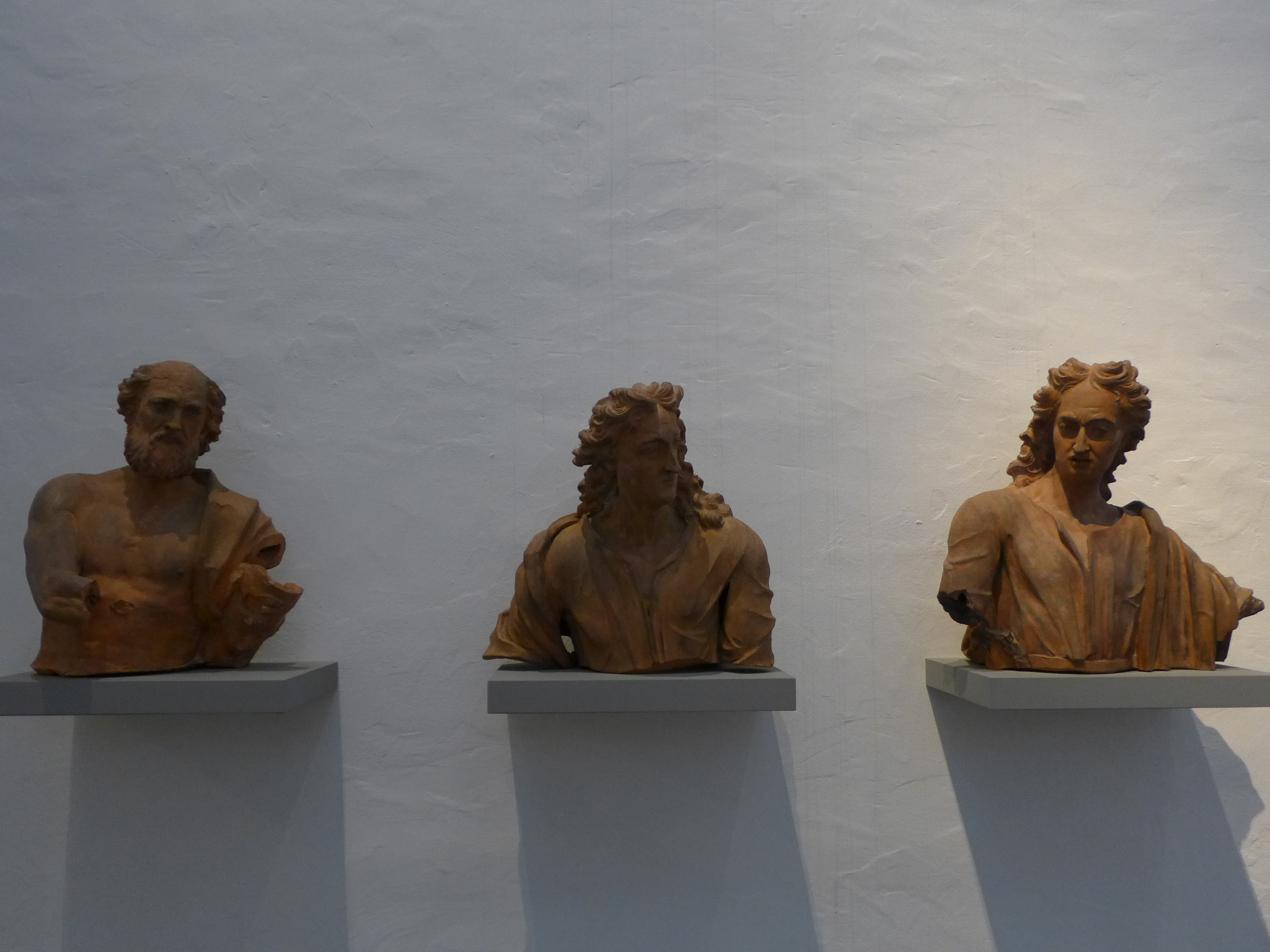
Schlosskirche (Saarbrücken), Jacques Pierrard de Coraille, Fragmente des Apostelzyklus von Pierrard de Coraille, geschaffen ca. 1686–1693

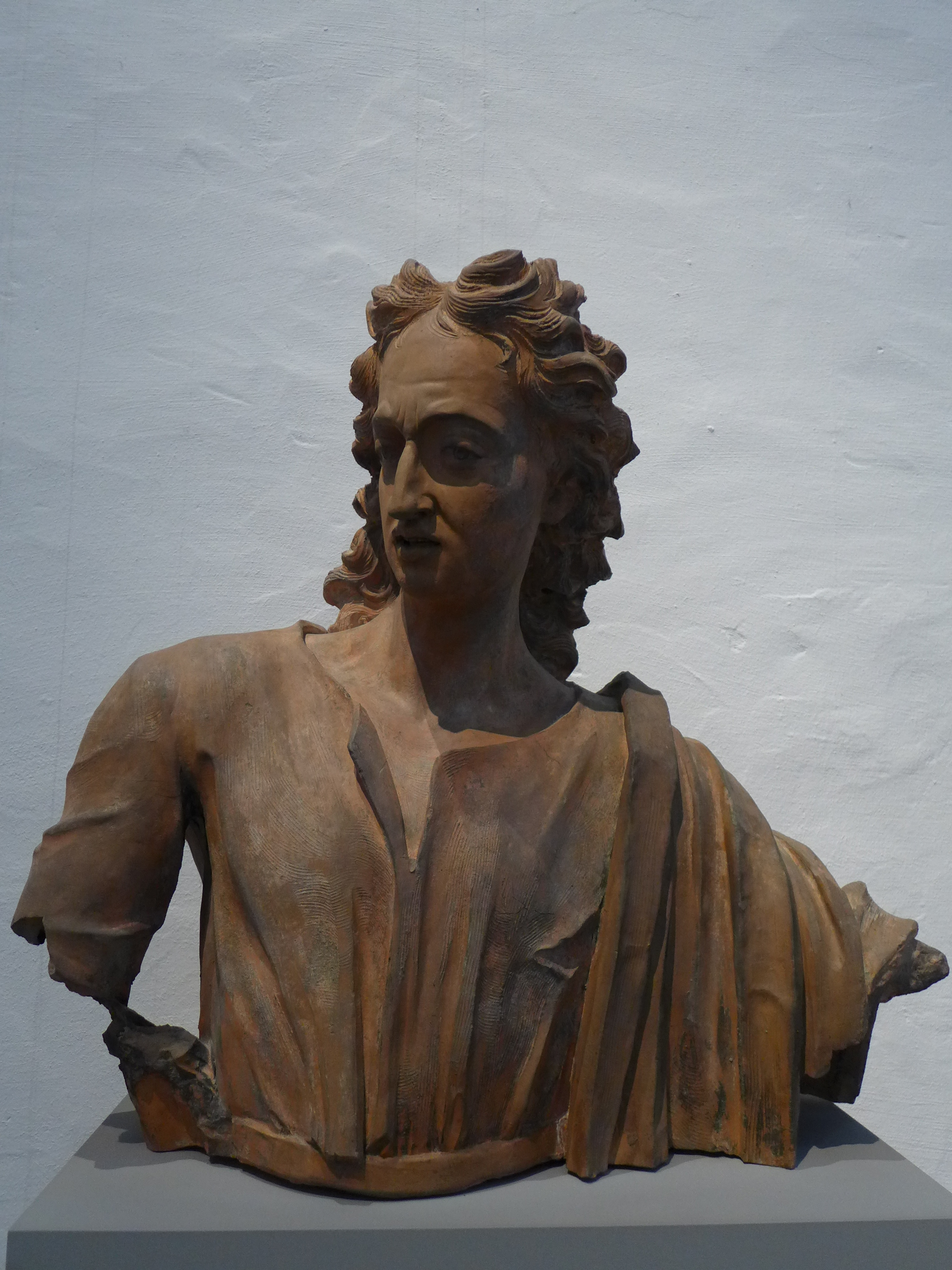
Schlosskirche (Saarbrücken), Jacques Pierrard de Coraille, Apostelfragment (Johannes), geschaffen ca. 1686–1693

Im rechten Seitenschiff der Schlosskirche diente eine Empore vermutlich dem Sängerchor und als Loge für das Saarbrücker Grafenhaus. Der Chorbereich erhielt für die gräflichen Beamten ebenfalls eine Empore.
Im Jahr 1616 schuf der Bildhauer Hans Bast ein Chorgestühl (minimale Reste befinden sich heute im Depot des Saarlandmuseums) und im Jahr 1622/1623 eine Kanzel mit den Bildwerken der Kirchenväter Hieronymus, Ambrosius, Johannes Chrysostomus, Athanasius, Cyrillus und Augustinus. Nach der Zerstörung im Zweiten Weltkrieg ist nur noch die Kanzelsäule erhalten. Die Kirche diente ab dem Jahr 1604 auch dem Vorgängergymnasium des heutigen Ludwigsgymnasiums als Prüfungsaula.: S. 65–66,91. Wenige Jahre später, im Jahr 1644, wurde die Kirche von Franzosen verwüstet, Gestühl und Türen zerschlagen.: S. 69
Während des Holländischen Krieges wurde die Kirche bei einem Stadtbrand am 17. Mai 1677 weiter in Mitleidenschaft gezogen: Turmhelm und Dach brannten ab, die Glocken schmolzen und die Gewölbe stürzten ein. Durch ein Kollektenschreiben von Gräfin Eleonore Klara aus dem Jahr 1682 wurde genug Geld gesammelt, um die Kirche wiederherzustellen. Zwischen den Jahren 1683 und 1686 zog man eine flache Balkendecke ein, baute eine Doppelempore und veränderte die Fenster auf der Südseite. Im Jahr 1686 wurde aus Tholey eine Orgel beschafft, 1691 der Turmhelm aufgesetzt und noch im selben Jahr wurden wieder Glocken aufgehängt.: S. 79–80
Vermutlich zwischen 1686 und 1693 schuf der Bildhauer Jacques Pierrard de Coraille aus Ton einen Apostelzyklus aus annähernd lebensgroßen Figuren, die auf die Kämpferplatten der nutzlos gewordenen Wandpfeiler gestellt wurden. Den Zweiten Weltkrieg überstanden die Figuren nahezu unversehrt. Bei den Wiederaufbauarbeiten der Schlosskirche in den 1950er Jahren stießen Bauarbeiter sämtliche Figuren von ihren Sockeln und zerstörten sie so. Nur Fragmente blieben erhalten und sind heute in der Schlosskirche ausgestellt.: S. 87–98
Im 18. Jahrhundert wurde die Kirche unter Wilhelm Heinrich, Fürst zu Nassau und Graf zu Saarbrücken umfassend renoviert. Auf dem Turm der Kirche fertigte der Zimmermeister Paul Bucklisch im Jahr 1743 eine Barockhaube, die im Zweiten Weltkrieg beim schweren britischen Bombenangriff auf Saarbrücken in der Nacht vom 5. auf 6. Oktober 1944 verbrannte und erst im Jahr 2006 rekonstruiert werden konnte. Die Turmhaube war analog zur bereits im Jahr 1725 errichteten Turmhaube der evangelischen Kirche in St. Johann gestaltet worden. Im Jahr 1753 schuf der Saarlouiser Uhrmacher Gerhard Humberg eine Turmuhr, die nach den Zerstörungen des Zweiten Weltkrieges ebenfalls erst im Jahr 2006 wieder installiert werden konnte. Die Grabdenkmäler in der Schlosskirche wurden zwischen den Jahren 1699 und 1772 aufgestellt.
Während der Französischen Revolution verlor die Kirche durch französische Besatzungstruppen im Jahr 1793 ihre Glocken, die im Jahr 1691 gegossen worden waren.: S. 82–84

### 19. Jahrhundert
Im Jahr 1823 wurde der Fürstenstuhl der Kirche als Empore für die Presbyter der Gemeinde umgebaut. Unter der Leitung von Johann Adam Knipper dem Jüngeren wurde das Innere der Kirche in den Jahren 1841 bis 1844 renoviert. Wegen des Platzbedarfes für den neuaufgestellten Altar wurde das Grabdenkmal des nassauischen Fürsten und Saarbrücker Grafen Wilhelm Heinrich aus der Mitte des Chores an die seitliche Chorwand versetzt. Dabei wurde auch die unterirdische Fürstengruft geöffnet und inspiziert.
Die Saarbrücker Schlosskirche beherbergte in den Jahren zwischen 1845 und 1850 eine deutschkatholische Gemeinde, eine religiös-politische Bewegung, die sich gegen den von ihren Anhängern als starr und reaktionär empfundenen Dogmatismus der althergebrachten katholischen Kirche richtete und deren Gründungsanlass der Protest gegen die Ausstellung des sogenannten Heiligen Rocks durch Bischof Wilhelm Arnoldi 1844 in Trier war. Sie war eine zu ihrer Zeit oppositionelle Erscheinung der späten Vormärz-Zeit und war geprägt von den Idealen eines sozialen Liberalismus, der die Gründung eines gesamtdeutschen Nationalstaates anstrebte. Nach dem Scheitern der Märzrevolution von 1848/49 war sie zunehmend den Repressionen der Staatsmacht ausgesetzt und löste sich schließlich auf.
Das Kirchendach wurde in den Jahren 1862 bis 1870 erneuert und es wurde erstmals eine Heizung installiert.
Zum Gedenken an die im Deutsch-Französischen Krieg von 1870/1871 gefallenen Gemeindemitglieder wurde am Erinnerungstag der Schlacht bei Spichern, am 6. August 1874, eine Gedächtnistafel im Scheitelpunkt der Kirche eingeweiht. Das Mahnmal ging entweder in der Bombennacht vom 5. auf den 6. Oktober 1944 oder in der Wiederaufbauphase danach verloren. Die Inschrift der Tafel vereinte König, Vaterland und Jesus Christus zu einer religiösen Einheit und stellte unter Bezugnahme auf ein neutestamentliches Bibelzitat aus dem Korintherbrief (15,57) den Sieg über Frankreich als himmlisches Eingreifen zugunsten der deutschen Armeen dar.
Ab der Reichsgründung von 1871 bis 1908 wurde die Schlosskirche zusätzlich zu ihrer Funktion als protestantische Pfarrkirche von Saarbrücken als preußische Garnisonskirche benutzt. Ab dem Jahr 1889 wurde sie umfassend renoviert, da Mauerfeuchtigkeit dem Bauwerk einigen Schaden zugefügt hatte. Die Kirche erhielt Maßwerk über dem Portal, Heizung und Beleuchtung. Im Jahr 1896 wurde eine neue Orgel angeschafft, die Adrian Spamann (1843–1928) aus Bolchen in Lothringen gebaut hatte.
Bis zum Jahr 1899 wurden unter der Leitung von Konservator Paul Clemen alle Grabdenkmäler durch den Bildhauer Karl Wüst restauriert. Das Maßwerk über dem Westportal wurde erneuert und die Kirche erhielt eine neue Heizung und neue Radleuchter.: S. 165–167

### 20. Jahrhundert

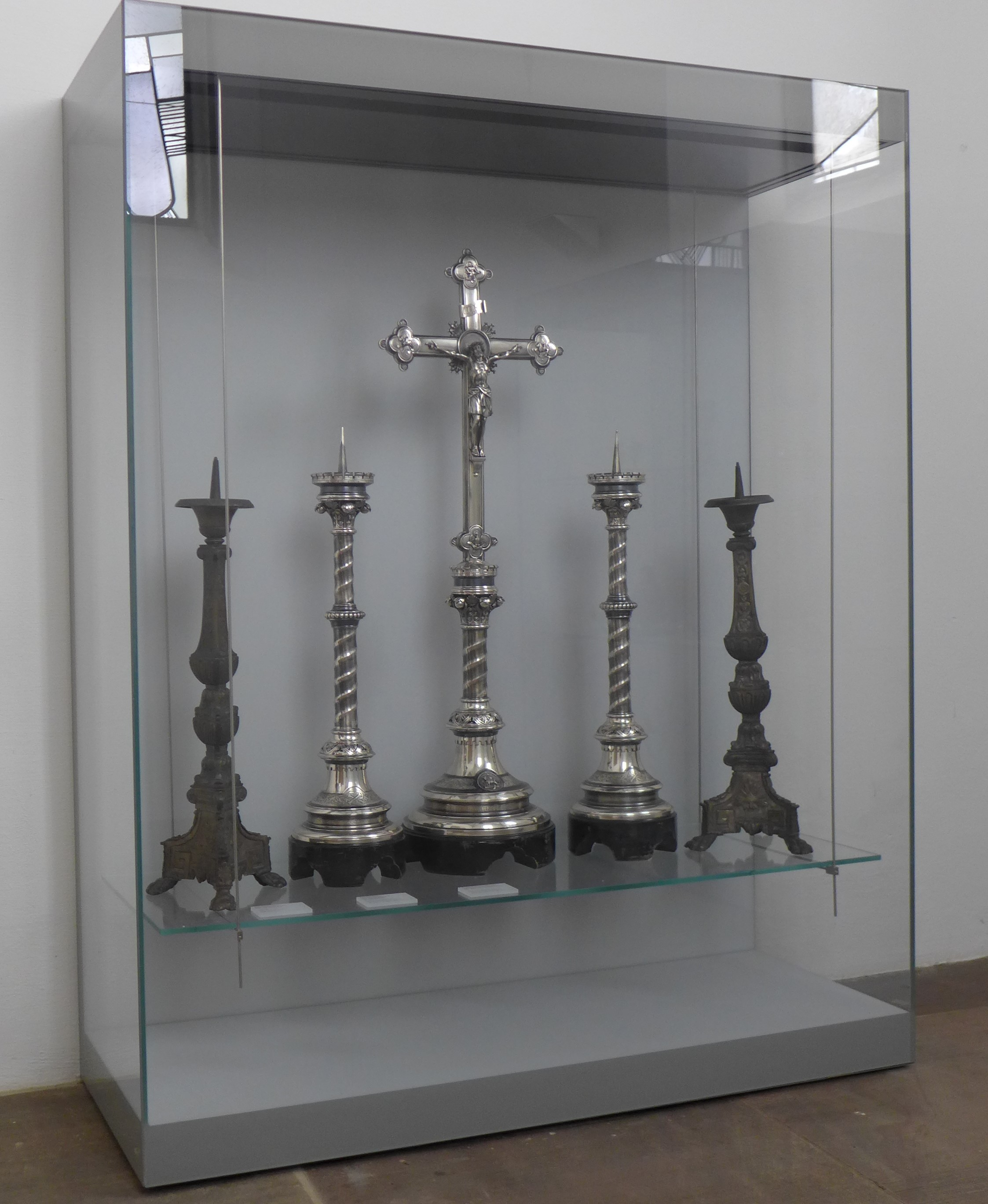
Altargarnitur, gestiftet von Karl und Alwine Röchling, seitlich zwei barocke Kerzenleuchter aus Gelbguss

Zwischen den Jahren 1905 und 1908 wurde an dem Bau eine umfassende Renovierungsmaßnahme durch den Münchener Architekten Robert Rupp durchgeführt. Die Südseite der Kirche wurde überarbeitet, eine Tür hinzugefügt, die tragenden Pfeiler der Kirche wurden ausgewechselt und die Holzempore durch eine aus Stein ersetzt. Die floral-ornamentale Ausmalung übernahm der Maler August Oetken aus Berlin, der auch die Kaiser-Wilhelm-Gedächtniskirche in Charlottenburg und die Elisabeth-Kemenate der Wartburg in Eisenach dekoriert hatte. Auch die Fenster wurden neu verglast. Im Rahmen der Baumaßnahmen stifteten der Geheime Kommerzienrat Karl Röchling und dessen Frau Alwine Röchling, geborene Vopelius (1837–1918), zu ihrer Goldenen Hochzeit am 16. April 1907 der Schlosskirche ein versilbertes Altarkruzifix mit zwei passenden Leuchtern im neogotischen Stil.: S. 223 Die Kreuzbalkenenden zeigen in Medaillons die Symbole der vier Evangelisten. Die Knaufenden der Ständer sind als Mauerkronen mit Zinnen ausgebildet und beziehen sich ganz im Sinne eines wehrhaften Protestantismus auf Martin Luthers Kirchenlied "Ein feste Burg ist unser Gott".

#### Kriegsfolgen
Im Ersten Weltkrieg wurden die Orgelpfeifen und die Bronzeglocken zu Kriegszwecken eingeschmolzen.: S. 168
Im Zweiten Weltkrieg wurde bei dem verheerendsten Bombenangriff auf Saarbrücken in der Nacht vom 5. auf den 6. Oktober 1944 die Schlosskirche schwer getroffen und sie brannte völlig aus. Es blieben nur die Außenmauern und der Turm stehen. Die Inneneinrichtung wurde stark beschädigt oder vernichtet. Bis zum Jahr 1947 blieb der Schutt im Kircheninneren, mit dessen Ausräumung man im Oktober begann. Die Errichtung eines Schutzdaches über der Sakristei und die provisorische Sicherung des Turmpfeilers erfolgte im Jahr 1949. Da auch die Ludwigskirche zerstört worden war, nutzte die evangelische Kirchengemeinde von Alt-Saarbrücken den ersten Stock des der Schlosskirche benachbarten Kreisständehauses. Darüber hinaus gab es auch noch die Notkirche am 40er Grab.

#### Wiederaufbau
Am 29. April 1952 fasste das evangelische Gemeindepresbyterium den Beschluss, die Schlosskirche durch das Konservatoramt und auf dessen Kosten wiederaufbauen zu lassen. Dafür sollte die Kirche dem Amt als Magazinhalle für einen Zeitraum von längstens zehn Jahren zur Verfügung stehen.
Im Jahr 1952 trat aus Kostengründen nur ein provisorisches Zeltdach an die Stelle der zerstörten barocken Turmhaube. Zwischen den Jahren 1956 und 1958 erfolgte der Neuaufbau der Kirche durch den Architekten Rudolf Krüger, der auch den Wiederaufbau der Saarbrücker Ludwigskirche betreute. Das Innere wurde im Geist der 1950er modern gestaltet. So ließ Krüger alle gotischen Pfeilervorlagen, die ursprünglich die gotischen Gewölbe getragen hatten, abschlagen. Die durch die Kriegsereignisse nahezu unzerstört erhalten gebliebenen Apostelfiguren von Pierrard de Coraille wurden dabei in die Tiefe des Kirchenschiffes gestürzt und zerbarsten. Nur Fragmente blieben erhalten. Das beschädigte Grabmonument des Grafen Karl Ludwig wurde auf Beschluss des Presbyteriums und des Gemeindepfarrers Eduard Heinz (Amtszeit 1921 bis 1963) gegen den entschiedenen Widerstand von Landeskonservator Josef Keller abgetragen. Die Grabdenkmäler der Grafen Gustav Adolph und Wilhelm Heinrich wurden versetzt und als „künstlerisch wertlos“ (Zitat Eduard Heinz) sowie „miserabel“ (Zitat Albert Schilling) bezeichnet.: S. 175–180 Das im Kriege beschädigte Kruzifix des Grabmales von Gustav Adolph wurde nicht wieder hergestellt. In der Festschrift zur Wiedereröffnung der Schlosskirche aus dem Jahr 1958 betonte man ausdrücklich, dass der Bau „mehr Gemeindekirche als fürstliche Grablege sein“ sollte.
Unterschiedliche Bodenniveaus wurden geschaffen, eine Treppe mit Trennwand wurde eingebaut. Die Außenmauer der Südseite wurde ab dem Jahr 1952 in großen Teilen abgetragen und neu aufgemauert. Der Turm erhielt eine Eisenbetonmanschette. Die Fenstergewände wurden erneuert. Dabei mauerte man das gotische Fenster über der Taufkapelle und über dem Dachansatz des nördlichen Anbaues zu, während das seit dem 19. Jahrhundert vermauerte Ostfenster der Taufkapelle wieder geöffnet wurde. Der Kirchenraum wurde mit einer Flachdecke abgeschlossen und das Seitenschiff erhielt eine Betonempore. Im Turmjoch entstand eine neue Orgelempore. Somit wurde dem standunsicheren Bauwerk quasi eine innere Sicherungsspange einverleibt. Die Brüstungen der Emporen gestaltete man aus Holz und Metall.
Nach Entwürfen des Schweizer Bildhauers Albert Schilling fertigte man in den Jahren von 1956 bis 1958 eine neue Kanzel aus Holz und Kupfer, einen steinernen Altar und ein steinernes Taufbecken.: S. 175 Bestuhlung, Beleuchtung und Brüstungen entwarf der Architekt Rudolf Krüger. Die abstrakten Entwürfe der 26 Glasfenster stammen von Georg Meistermann, der im Jahr 1957 beauftragt wurde. Die Fenster mit den Themen Schöpfung, Taufe, Pfingsten, Wasser, Heiliger Geist, Nachfolge und Himmlisches Jerusalem wurden zwischen 1958 und 1959 von der Glaswerkstatt Wilhelm Derix in Düsseldorf-Kaiserswerth gefertigt und in die Kirche eingebaut.: S. 187–217
Am 16. März 1958 wurde die Saarbrücker Schlosskirche eingeweiht. Die neue Orgel wurde im Folgejahr durch die Firma Karl Schuke Berliner Orgelbauwerkstatt installiert und am 18. Oktober 1959 eingeweiht. Bis 1982 nutzte die evangelische Kirchengemeinde Alt-Saarbrücken den Bau als Kirche, danach nur noch selten. In den Jahren 1986/1987 wurde die Kirche teilweise umgebaut und seitdem von der Musikhochschule des Saarlandes genutzt. 1991 ging sie in das Eigentum des Saarlandes über. 1999 wurden bei einem Bomben-Attentat auf die Wehrmachtsausstellung im benachbarten Volkshochschul-Gebäude einige der Meistermann-Fenster zerstört und mussten restauriert werden.

### 21. Jahrhundert
Im Jahr 2001 überließ das Saarland der Stiftung Saarländischer Kulturbesitz die Schlosskirche, die sie zu einem Museum für christliche Sakralkunst des Saarraumes umwandelte. Die verbliebenen kirchlichen Ausstattungsstücke (Kanzel, Gestühl, Emporenbrüstungen) der Nachkriegszeit wurden im Innenraum bis auf den Taufstein alle entfernt.: S. 179–180 Den Altar hatte zuvor schon die Musikhochschule widerrechtlich entfernen lassen, so dass das Schilling-Ensemble nun ebenfalls zerschlagen ist. Das Langhaus und den Chorbereich hielt man von Ausstellungsstücken frei, um den sakralen Charakter des Gebäudes wahren zu können.
An der Südseite des Chores wurde durch den Architekten Gerd Marx im Jahr 2004 ein gläserner Erschließungstrakt zum barrierefreien Zugang und zur fußläufigen Anbindung an die Alte Sammlung des Saarlandmuseums im Kreisständehaus (Museum für Vor- und Frühgeschichte) erbaut. Das Museum wurde am 18. Juli 2004 eröffnet.

#### Wiederaufbau der welschen Turmhaube
Auf Initiative eines privaten Fördervereins nahm im Jahre 2006 die Rekonstruktion der originalen Zwiebelhaube – 62 Jahre nach ihrer Zerstörung durch britische Bomberverbände – auf der Turmspitze Gestalt an. Die Ausführung der welschen Haube wurde von Auszubildenden des Tischler- und Dachdeckerhandwerkes im Saarland und der Hochschule für Technik und Wirtschaft des Saarlandes nach den originalen Plänen und unter Beachtung der historisch-handwerklichen Arbeitstechniken ausgeführt.: S. 219–227

## Architektur

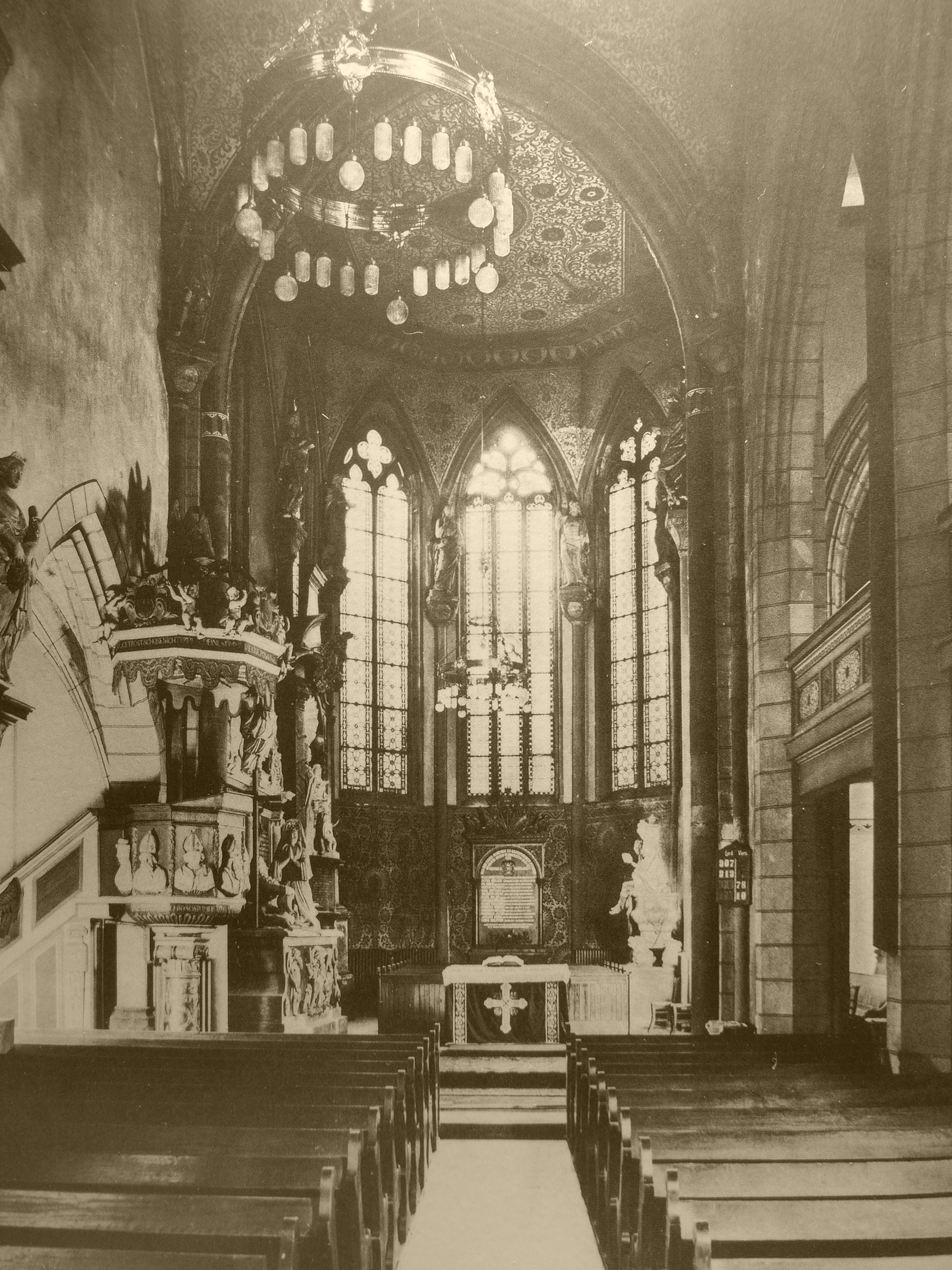
Schlosskirche Saarbrücken, Vorkriegszustand des Innenraums (Archiv Landesdenkmalamt des Saarlandes)

Die spätgotische Kirche aus Sandstein besteht aus einem unsymmetrischen, leicht gebogenen Hauptschiff und einem südlichen Seitenschiff. Im Südosten befindet sich der Chorbereich mit Fünfachtel-Schluss. Im Nordwesten erhebt sich der Kirchturm mit Barockhaube. Taufkapelle und Sakristei liegen im Nordosten.
Maße
Die Saarbrücker Schlosskirche weist folgende Maße auf:
- Länge: 32,20 Meter
- Breite: 12,00 Meter
- Höhe: 14 Meter
- Chorlänge: 11,50 Meter
- Chorbreite: 6,80 Meter
- Anzahl der von Meistermann entworfenen neuverglasten Fenster: 26

## Grablege
Die Grablege der Grafen von Saarbrücken war zunächst die Abteikirche St. Marien in Wadgassen und ab 1456 die Stiftskirche St. Arnual. Ab 1651 wurde die Saarbrücker Schlosskirche als Grablege der Saarbrücker Dynastie benutzt.
In der Schlosskirche sind nachweislich folgende Angehörige des Saarbrücker Grafenhauses bestattet:: S. 99–163
- Anna Amalie, gestorben 1651, Gemahlin des Grafen Wilhelm Ludwig
- Gustav Adolph, gestorben 1683, Sohn des Grafen Gustav Adolph
- Eleonore Clara, gestorben 1709, Gattin des Grafen Gustav Adolph
- Gustav Adolph, gestorben 1677 nach einer Verwundung in der Schlacht bei Kochersberg bei Straßburg, zunächst beigesetzt in der Thomaskirche in Straßburg, überführt in die Saarbrücker Schlosskirche am 26. August 1998
- Ludwig Crato, gestorben 1712; Über seine Tochter Karoline ist Ludwig Urahn zahlreicher europäischer Herrschergeschlechter.
- Friedrich Karl (1718–1719), Sohn des Grafen Karl Ludwig
- Ludwig Karl (1720–1721), Sohn des Grafen Karl Ludwig
- Friedrich August, gestorben 1750, Sohn des Saarbrücker Grafen und Fürsten von Nassau Wilhelm Heinrich
- Wilhelm Heinrich, Saarbrücker Graf und Fürst von Nassau, gestorben 1768
- Wilhelmine von Schwarzburg-Rudolstadt, gestorben 1780, Gattin des Fürsten Ludwig
- Fürst Ludwig, gestorben 1794, bestattet zunächst in Usingen, am 23. November 1995 in der Saarbrücker Schlosskirche beigesetzt

Durch Grabdenkmäler memoriert, aber nicht in der Schlosskirche beigesetzt sind:
- Philippine Henriette, gestorben 1751, Gattin des Grafen Ludwig Crato, bestattet in Bergzabern
- Karl Ludwig von Nassau-Saarbrücken, gestorben 1723, bestattet in Idstein
- Christiane Charlotte, gestorben 1751, Gattin des Grafen Karl Ludwig, bestattet in Homburg vor der Höhe

## Grabdenkmale
In der Kirche befinden sich folgende barocke Grabdenkmale des Hauses Nassau-Saarbrücken:: S. 109–163
- Grabmal des Grafen Gustav Adolph (errichtet 1699–1700) und seiner Frau Eleonore Klara (1632–1709)

Die Inschriften lauten in deutscher Übersetzung aus dem Lateinischen:: S. 116

„Süß ist der Tod für das Vaterland. Die Tugend lebt nach dem Tode fort. Zum Andenken und zur Ehre der erlauchten Eltern
des erhabenen, erlauchten Grafen Gustav Adolph, Graf in Nassau-Saarbrücken und Saarwerden, Herr zu Lahr, Wiesbaden und Idstein, des Heiligen Römischen Reiches Generalwachtmeister, geboren am 27. März 1632, gestorben am 19. Oktober 1677 an einer Wunde, die er sich im Kampf für Kaiser und Reich in der Schlacht bei Kochersberg im Elsass zugezogen hatte;
der erlauchten und erhabenen Gräfin, Frau Eleonore Clara, Gräfin von Nassau-Saarbrücken und Saarwerden, Frau von Lahr, Wiesbaden und Idstein, geborene Gräfin zu Hohenlohe und Gleichen, Frau in Langenburg und Kranichfeld, geboren am 16. Juni 1632, gestorben am 4. Mai 1709;
setzte dieses Denkmal im Jahre 1700 der Sohn, der erlauchte Graf Ludwig Crato, Graf von Nassau-Saarbrücken und Saarwerden, Herr zu Lahr, Wiesbaden und Idstein, des Allerhöchsten Königs Marschall, Oberst des Reiterregiments Royal-Allemand.“

Das Grabmal besaß ursprünglich ein großes Kruzifix, das so hinter dem Grafen angebracht war, dass die kniende Gräfin den Gekreuzigten anbetet. Das Kruzifix wurde im Krieg beschädigt und nicht wieder hergestellt.
- Grabmal des Grafen Ludwig Crato (errichtet um 1713)

Die Inschriften lauten in deutscher Übersetzung aus dem Lateinischen:: S. 139

„Der Tod trennt nicht die Liebenden. Bedauere, Leser, das durch Herkunft, Würde und Anmut in gleicher Weise erlauchte Paar. Den erhabenen und erlauchten Grafen, Herrn Ludwig Crato, Graf zu Nassau-Saarbrücken und Saarwerden, Herr zu Lahr, Wiesbaden und Idstein, des allerchristlichsten Königs Generalleutnant und Oberst des Reiterregiments Royal-Allemand.
Die erhabene und erlauchte Gräfin Frau Philippine Henriette, Gräfin von Nassau-Saarbrücken und Saarwerden, Herrin zu Lahr, Wiesbaden und Idstein, geborene Gräfin zu Hohenlohe und Gleichen, Herrin in Langenburg und Kranichfeld.
Der Tod, der den Leib auflöste, konnte die Beständigkeit der Seelen, die fester ist als dieser Stein, nicht zerstören.
Der erhabene und erlauchte Graf, Sieger in Waffen, in der Beredsamkeit wie in der Menschlichkeit, starb unbesiegten Glaubens am 14. Februar 1712. Die erhabene und erlauchte Gräfin, Siegerin in der Hoffnung, in der Geduld und in der Beständigkeit, starb unbesiegten Glaubens im Jahr (ohne Eintrag)“

- Das Grabmal des Grafen Karl Ludwig (errichtet um 1723) wurde im Zweiten Weltkrieg beschädigt und im Jahr 1957 entfernt (Reste in der Staatlichen Altertümersammlung des Saarlandes und in den Depots des Saarlandmuseums)

Die Inschriften lauteten in deutscher Übersetzung aus dem Lateinischen:: S. 116,145-147

„Siehe, Reisender, den Du hier im Bilde siehst, ist Karl Ludwig aus dem sehr alten Geschlecht der erlauchten Grafen von Nassau, unter denen so viele und so große Helden als Fürsten, Heerführer, Kurfürsten, ja sogar Kaiser sich ausgezeichnet haben. Sein Leben begann in dem Schloss zu Saarbrücken am 6. Januar 1665; er entzog sich der Welt durch einen frommen und sanften Tod im Schloss zu Idstein am 6. Dezember 1723. Er stiftete den lieblichsten Ehebund mit Christiane, Gräfin von Nassau-Ottweiler, am 22. April 1713. Aus der Ehe gingen zwei männliche Nachkommen hervor, die aber bald wieder starben. Verweile noch für eine kurze Weile und staune! Du wirst von seltenen Tugenden lesen.
Dieser Graf war nämlich im Kriege ein scharfer und unerschrockener Kämpfer, vornehmlich gegen die Türken, die Erzfeinde der Christenheit. Zu Hause war er besorgt um das Wohl der Seinen, keineswegs ein Freund von Pomp und Schein, ein Mehrer seines Vermögens durch vornehme Sparsamkeit, in seinem Lande ein strenger Freund der Gerechtigkeit, gütig gegen seine Untertanen, ein Vater des Vaterlandes; in religiöser Beziehung war ihm jeder heuchlerische Schein zuwider, er liebte aufrichtige Frömmigkeit, war wohltätig gegen Arme, im übrigen sprach er wenig, aber tat viel. Leser! Nun hast Du der Vorbilder genug; gehe hin und tue desgleichen!
Dieses Denkmal ließ die erlauchte Witwe als Überlebende in treuer Liebe errichten und aufstellen.
Wen Du im nebenstehenden Bilde erblickst, ist die erlauchte Gattin des erlauchten verstorbenen Grafen, Christiane, Gräfin zu Nassau-Saarbrücken und Saarwerden, Herrin zu Lahr, Wiesbaden und Idstein, Tochter des erlauchten Herrn Friedrich Ludwig, Graf von Nassau-Saarbrücken und Saarwerden, Herr zu Lahr, Wiesbaden und Idstein, aus der Linie Nassau-Ottweiler, geboren am 7. September 1721.
Friedrich Karl, Graf von Nassau-Saarbrücken, geboren am 10. Februar 1718, gestorben am 11. Januar 1719; Ludwig Karl, Graf von Nassau-Saarbrücken, geboren am 10. Oktober 1720, gestorben am 11. Januar 1719.“

- Grabmal des Grafen Wilhelm Heinrich und dessen Gemahlin Sophie von Hofbildhauer Johann Philipp Mihm.[5]

Die Inschriften lauten in deutscher Übersetzung aus dem Lateinischen:: S. 161–162

„Gattenliebe und eheliche Treue weihen dieses Denkmal dem Andenken des durchlauchtigsten Fürsten und Herrn Wilhelm Heinrich, Fürst zu Nassau-Saarbrücken und Saarwerden, Herr zu Lahr, Wiesbaden und Idstein, Königlich französischer Generalleutnant und Oberst, Ritter des Großkreuzes, des militärischen Verdienstordens und des polnischen Ordens vom Weißen Adler, geboren am 6. März 1718, gestorben am 24. Juni 1768. Die trauernde Gattin, die ihn überlebte, die erlauchtigste Fürstin und Herrin Sophie Charlotte Erdmuthe, Fürstin zu Nassau, geborene Gräfin zu Erbach, ließ dieses Denkmal errichten, als das gemeinsame Los die Asche erwartend.“

„In Gerechtigkeit, Klugheit und in den Künsten des Friedens ein Held, dem kein Lob gerecht wird.“

„Er war groß als Baumeister auf Erden, größer aber war er in den Herzen der Bürger.“

„Die sterblichen Reste ihres unsterblichen Vaters ehrend, ließ seine Tochter, ihre Durchlaucht Wilhelmine Henriette, Prinzessin von Nassau, Gräfin von Soyecourt, dieses Denkmal des erlauchten Wilhelm Heinrich, des trefflichsten Fürsten von Nassau, renovieren. Saarbrücken, den 28. August 1826.“

## Orgel
Die Schlosskirche beherbergt eine dreimanualige neobarocke Orgel mit 33 Registern, die 1959 von der Firma Karl Schuke erbaut wurde. Das Instrument ist rein mechanisch und besitzt Schleifladen. Die Disposition ist wie folgt:
| I Rückpositiv C–g3 |                 |       |
| 1.                 | Gedackt         | 8′    |
| 2.                 | Prinzipal       | 4′    |
| 3.                 | Rohrflöte       | 4′    |
| 4.                 | Waldflöte       | 2′    |
| 5.                 | Quinte          | 1 ⁄3′ |
| 6.                 | Sesquialtera II |       |
| 7.                 | Scharff III–V   |       |
| 8.                 | Trichterregal   | 8′    |
|                    | Tremulant       |       |

| II Hauptwerk C–g3 |              |       |
| 9.                | Quintadena   | 16′   |
| 10.               | Prinzipal    | 8′    |
| 11.               | Spillpfeife  | 8′    |
| 12.               | Oktave       | 4′    |
| 13.               | Gemshorn     | 4′    |
| 14.               | Nasat        | 2 ⁄3′ |
| 15.               | Oktave       | 2′    |
| 16.               | Mixtur IV–VI |       |
| 17.               | Trompete     | 8′    |

| III Brustwerk C–g3 |               |    |
| 18.                | Holzgedackt   | 8′ |
| 19.                | Blockflöte    | 4′ |
| 20.                | Prinzipal     | 2′ |
| 21.                | Sifflöte      | 1′ |
| 22.                | Aliquot II–IV |    |
| 23.                | Cymbel III    |    |
| 24.                | Vox Humana    | 8′ |

| Pedal C–f1 |                  |     |
| 25.        | Untersatz        | 16′ |
| 26.        | Prinzipal        | 8′  |
| 27.        | Gedackt          | 8′  |
| 28.        | Pommer           | 4′  |
| 29.        | Rohrpfeife       | 2′  |
| 30.        | Rauschpfeife III |     |
| 31.        | Mixtur V         |     |
| 32.        | Fagott           | 16′ |
| 33.        | Schalmei         | 4′  |

- Koppeln: I/II, III/II, I/P, II/P, III/P